# Agio
Das Agio (italienisch ad agio; „mit Muße, mit Bequemlichkeit“, verwandt mit Adagio; aus italienisch agio, „Spielraum“; oder Aufgeld/Aufpreis) ist in der Numismatik die Differenz zwischen dem Nennwert einer Münze oder Banknote und dem tatsächlichen Kurswert oder im Finanzwesen der Aufschlag, der bei bestimmten Finanzinstrumenten den Nominalwert oder die Wechselkursparität übersteigt. Er wird in der Regel in Prozent des Nennwerts angegeben. Gegensatz ist das Disagio (oder Abschlag).

## Allgemeines
Beim Agio handelt es sich um eine betriebswirtschaftliche Kennzahl, die denjenigen Preis anzeigt, um den der Kaufpreis, Nennwert oder eine Wechselkursparität übersteigt. Das Agio stellt bei Effekten die Differenz zwischen Nominalwert und Emissionskurs dar.

## Arten
Ein Agio kommt insbesondere vor bei Aktien, Anleihen oder Investmentzertifikaten sowie im Münzhandel.

### Aktien
Bei der Emission von Aktien ist das Agio der Betrag, um den der Ausgabebetrag von Aktien deren Nennbetrag übersteigt (§ 272 Abs. 2 Nr. 1 HGB). Nach § 9 Abs. 1 AktG müssen Aktien mindestens zum Nennwert emittiert werden, wodurch eine Unterpariemission verboten wird. Dagegen ist eine Überpariemission mit Agio möglich, das – unabhängig von der Einlagepflicht – voll eingezahlt werden muss (§ 36a Abs. 1 AktG). Das Agio ist als Teil des Ausgabebetrags in der Satzung (§ 23 Abs. 2 Nr. 2 AktG) und bei der Kapitalerhöhung im Kapitalerhöhungsbeschluss (§ 182 Abs. 3 AktG) unter Wahrung der Form der notariellen Beurkundung (§ 130 Satz 1 AktG) sowie im Zeichnungsschein anzugeben (§ 185 Abs. 1 Satz 3 Nr. 2 AktG). Das gesamte Agio muss vor der Eintragung der Kapitalerhöhung zum Handelsregister eingezahlt sein (§ 36a Abs. 1 Halbsatz 2, Abs. 2 Satz 1 AktG).
Bei Nennbetragsaktien ergibt sich das Agio wie folgt:
```
    Mindestnennwert: 1,00 Euro (
§
 
8
 Abs. 2 AktG)
    + Agio:          0,20 Euro
    = 
Emissionskurs
: 1,20 Euro
```

Bei Stückaktien liegt der Anteil am Grundkapital ebenfalls bei mindestens 1,00 Euro (§ 8 Abs. 3 AktG). Sollen Stückaktien mit einem Anteil von 1 Euro am Grundkapital emittiert werden, aber der Emissionskurs beträgt 5 Euro, so macht das Agio 4 Euro aus.
Auch beim Umtausch von Wandelanleihen in Aktien oder beim Bezug von Aktien über Optionsanleihen ist ein Agio üblich.

### Anleihen
Bei Anleihen erfolgt zwar meist eine Emission zum Nennwert (100 %: pari) oder mit Disagio, aber auch die Ausgabe von Anleihen über dem Nennwert (beispielsweise 105 %) ist möglich. Agio oder Disagio wirken sich auf den Effektivzins aus, da der Nominalzins vom Nennwert der Anleihe berechnet wird.
```
   Nennwert:        100 %
   + Agio:            2 %
   = 
Emissionskurs
: 102 %
```

Der Kaufpreis der Anleihe entspricht dem Emissionskurs (Kurswert) und beträgt 102 %. Der Nominalzins wird vom Nennwert berechnet, die Rückzahlung erfolgt ebenfalls zum Nennwert, so dass der Effektivzins Auskunft über den Agio-Nachteil gibt.

### Investmentzertifikate
Bei Investmentzertifikaten wird von einem Ausgabeaufschlag gesprochen, der einen Preisbestandteil des Ausgabepreises darstellt:
```
   Anteilspreis
   + Ausgabeaufschlag
   = 
Ausgabepreis
```

Der Ausgabeaufschlag steht dem Investmentfonds für die Emissionskosten zu und ist ebenfalls dem Sondervermögen zuzuführen. Er wird von der jeweiligen Fondsgesellschaft festgelegt und muss im Verkaufsprospekt erwähnt sein. Er beträgt im Regelfall bei Geldmarktfonds bis 1 %, bei Rentenfonds 2–4 %, Aktienfonds 3–6 % und offenen Immobilienfonds 5–5,5 %. Der Ausgabeaufschlag wird auf die Nettoanlagesumme aufgeschlagen, ist also im Ausgabepreis enthalten und dient zur Finanzierung der Vertriebskosten des Fonds. Wird der Ausgabeaufschlag reduziert oder entfällt er gar, so spricht man von einem Fondsdiscount. Bei börsengehandelten Fonds (ETFs) entfällt der Ausgabeaufschlag normalerweise vollständig. Neben einer möglichen Ordergebühr (vergleichbar mit einer Aktienorder) der beauftragten Bank fällt dabei meist noch eine Gebühr der Börse an.

## Münzen
Handelsobjekte des Münzhandels – der teilweise auch innerhalb des Bankenmarkts stattfindet – sind Anlagemünzen, Sammlermünzen und Medaillen. Hier wird das Aufgeld (Agio) nach Jahrgang, Münzbild, Seltenheit und Beliebtheit der Handelsobjekte bemessen und zum Bestandteil des Kaufpreises. Das Agio ist hier die Differenz zwischen dem Münzpreis und dem Goldgehalt. Diese Münzen (Goldmünzen, Silbermünzen, Platinmünzen) werden nicht zum Kassapreis von Gold, Silber oder Platin angeboten, sondern das Aufgeld beinhaltet Herstellungskosten, Transportkosten, Versandkosten und Gewinnmarge des Emittenten. Dieses Aufgeld wird je nach Edelmetall, nach seiner Form (Münzen, Barren) und Gewicht (1 Gramm bis 1 Kilogramm) unterschiedlich berechnet und ist bei einem Verkauf verloren. Der Kaufpreis einschließlich Aufgeld wird in der Fachsprache Briefkurs genannt, der Verkaufspreis heißt Geldkurs und ist niedriger als der Briefkurs. Zusammen stellen sie die Geld-Brief-Spanne dar.

## Rechnungswesen
Der Emittent verbucht das Agio als Zinsertrag (bei Anleihen) oder als Kapitalrücklage (bei Aktien gemäß § 272 Abs. 2 Nr. 1 HGB). Der Gläubiger (bei Anleihen) oder Aktionär (bei Aktien) hat das Disagio als Anschaffungskosten zu aktivieren. Ein Agio (Disagio) liegt vor, wenn die Anschaffungskosten über (unter) dem Nominalwert liegen.

## Agiotheorie
Die Agiotheorie ist eine von Eugen Böhm von Bawerk im Jahr 1884 vertretene Auffassung über das Wesen des Zinses. Sie beruht auf der Höherschätzung gegenwärtiger Güter gegenüber Zukunftsgütern. Der Zins ist demnach das Aufgeld, das gegen die Hergabe von Gegenwartsgütern wegen der Minderschätzung zukünftiger Bedürfnisse bezahlt wird. Die Agiotheorie verlangt, dass wegen der ihr zugrunde liegenden positiven Zeitpräferenz ein möglicher Verzicht auf den aktuellen Konsum gegenüber dem zukünftigen Konsum mit einem Agio entgolten werden muss. Danach ist der Zins ein Agio, das beim Tausch von gegenwärtigen und zukünftigen Gütern entsteht. Die Kreditgeber (Kreditangebot) müssen demnach für ihren zeitweiligen Konsumverzicht bzw. den entgangenen Grenznutzen entlohnt werden.

## Aufgeld oder Aufpreis
Im Handel wird von Aufgeld oder Aufpreis gesprochen, wenn sich der Kaufpreis eines Produkts oder einer Dienstleistung durch kundenindividuelle Bedürfnisse erhöht. Beispiele sind etwa das Upgrading in eine höhere Beförderungsklasse, die Inanspruchnahme von Zusatzleistungen durch den Kundendienst oder ein Freemium, bei dem das Standardprodukt gratis angeboten wird, aber das Vollprodukt und Erweiterungen kostenpflichtig sind. Eine Fluggesellschaft darf von ihren Kunden allerdings keinen Aufpreis verlangen, wenn sie wegen eines annullierten Fluges auf eine Reise zu einem späteren Zeitpunkt umbuchen möchten und Sitzplätze verfügbar sind.
Aufgeld in einem engeren Sinne ist auch die Provision, die ein Ersteigerer an das Auktionshaus zusätzlich zum Zuschlagspreis zu zahlen hat. Die Höhe des Aufgelds ist unterschiedlich und hängt von den Versteigerungsbedingungen ab. Je nach Versteigerungsgegenstand kann das Aufgeld zwischen 15 % und 25 % des Zuschlagspreises betragen.